# 蒙佩奥
蒙佩奥（義大利語：Mompeo），是意大利列蒂省的一个市镇。总面积10.89平方公里，人口564人，人口密度51.8人/平方公里（2009年）。ISTAT代码为057038。